# Soubrette

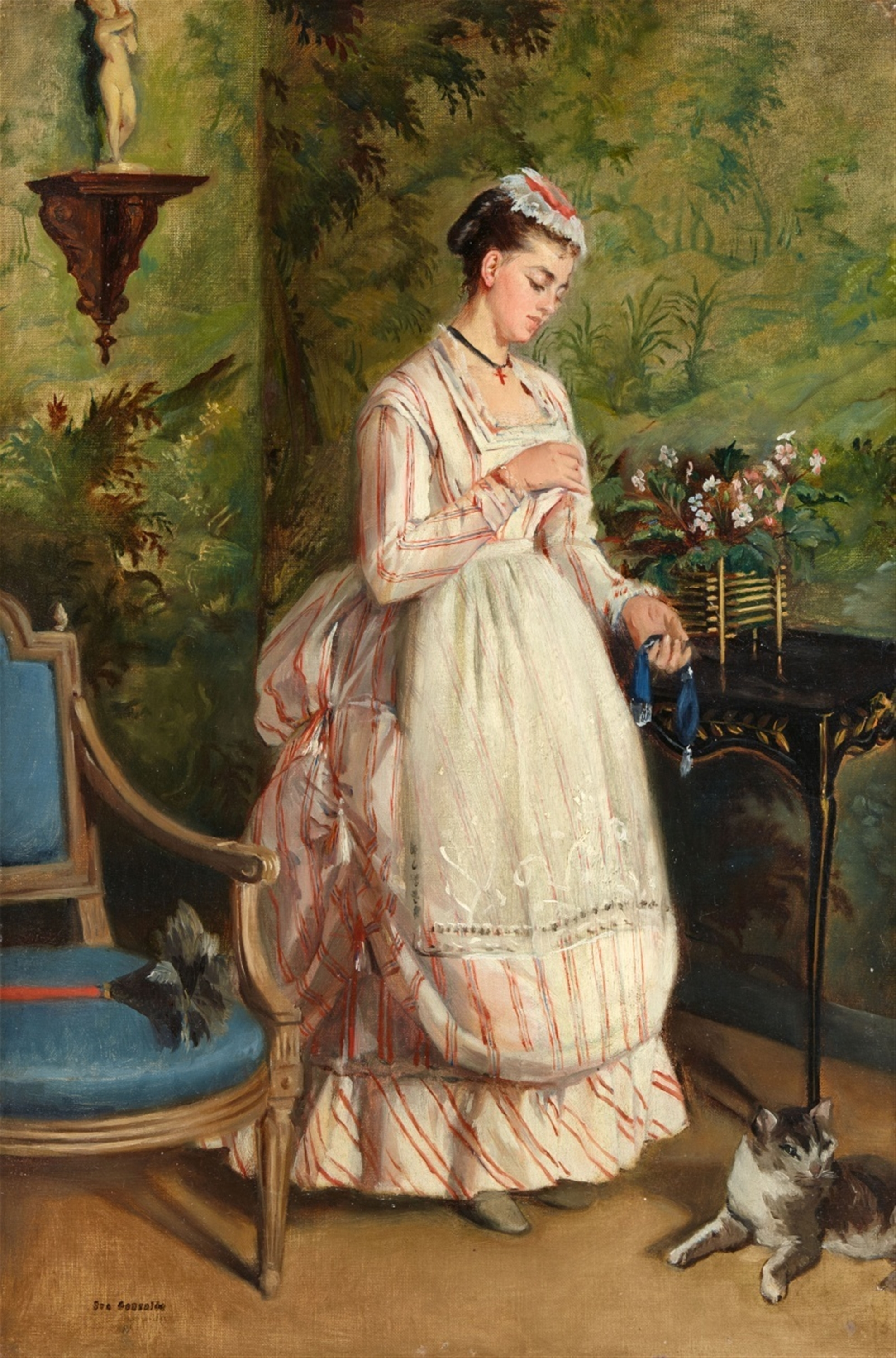
Eva Gonzalès, La Soubrette, vers 1865-1870.

Une soubrette est, selon les acceptions :
- au théâtre, un emploi correspondant à des rôles de femme de chambre ou de suivante de comédie ;
- dans la littérature classique ou romantique, une jeune domestique ;

## Théâtre et cinéma
Au théâtre, la soubrette, une servante, sert l'intrigue de ses maîtres sans oublier les siennes, à l'image de la Colombine de la commedia dell'arte. Ce personnage, comme la confidente, permet à l'auteur de tenir le spectateur au courant des pensées intimes des principaux protagonistes ; à la différence de celle-ci, elle rabat les prétentions au raffinement des personnages principaux en exposant les motifs les plus terre-à-terre de leurs actions. Elle agit souvent secrètement, alimentant éventuellement des quiproquos. Elle forme avec sa maîtresse le pendant féminin de la relation maître-valet au théâtre. « Tous les valets, toutes les soubrettes mentent effrontément ». Goldoni, Molière en donnent de fréquents exemples, et pour des comédiennes de leurs troupes, c'est un emploi.
Marivaux, par des intrigues parallèles ou croisées entre maîtres et domestiques, rapproche la soubrette des rôles principaux.
Le cinéma utilise parfois les mêmes codes, des actrices comme Pauline Carton ou Paulette Dubost se spécialisant dans cet emploi, agglutinant à la tradition théâtrale des éléments du type de la grisette parisienne.

## Télévision italienne
En italien, le terme français soubrette a été récupéré pour désigner dans le langage courant les présentatrices accortes de la télévision italienne, ayant fait leur carrière exclusivement au petit écran, sans passer par le théâtre et n'ayant pas d'autre talent particulier que celui d'animer une émission de variétés. De fait, les premières soubrettes de la télévision italienne provenaient du monde du théâtre et tenaient face à la caméra le même rôle qu'elles avaient sur les planches.

## Érotisme

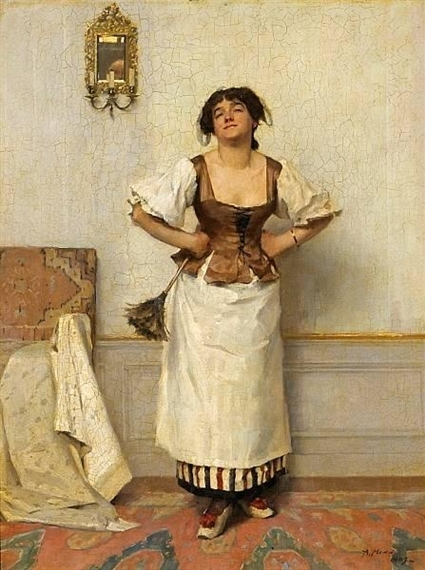
Soubrette, huile sur toile, Alexander Mann, 1883.

Fantasme ou réalisation d'un informel droit de cuissage patronal, la jeune servante entre rapidement dans la littérature érotique. Au XIXe siècle le déguisement de soubrette fait partie des artifices de la prostitution.

## Étymologie
« Soubrette » vient de l'occitan provençal soubreto (« affecté, qui fait la précieuse »).